# Ступишин, Владимир Петрович
Влади́мир Петро́вич Ступи́шин (27 ноября 1932, Москва, РСФСР — 22 декабря 2016, Москва, Россия) — советский и российский дипломат, доктор исторических наук, кандидат юридических наук, чрезвычайный и полномочный посол Российской Федерации в Армении (1992—1994).

## Биография

### Образование и служба в МИД СССР
Окончил Московский государственный институт международных отношений МИД СССР (1956),
- В 1956—1963 годах — сотрудник Посольства СССР в Камбодже,
- В 1963—1969 годах — сотрудник Посольства СССР в Марокко,
- В 1969—1972 годах — советник Управления по планированию внешнеполитических мероприятий МИД СССР,
- В 1972—1977 годах — советник Посольства СССР во Франции,
- В 1978—1979 годах — заведующий сектором 1-го Европейского отдела МИД СССР,
- В 1979—1985 годах — советник Посольства СССР во Франции,
- В 1985—1986 годах — старший советник Управления по планированию внешнеполитических мероприятий МИД СССР,
- В 1986—1989 годах — старший советник, затем главный советник Управления оценок и планирования МИД СССР,
- В 1989—1992 годах — генеральный консул СССР в Милане (Италия).

### Служба в МИД России и деятельность после отставки
Был назначен первым чрезвычайным и полномочным послом Российской федерации в Армении после распада СССР, с 2 марта 1992 по 13 сентября 1994 года.
Убеждённый сторонник стратегического союза Армении и России. Яростный защитник права армян Нагорного Карабаха на самоопределение, занимал по этому вопросу крайне одностороннюю позицию. Уезжая из Армении, заявил: «Можете быть уверены, что я не забуду Армению и Карабах. Я вас не предам ни при каких обстоятельствах». Будучи на пенсии и оставив дипломатическую службу, Владимир Ступишин продолжил свои выступления в прессе «в защиту естественного права любого народа на самоопределение вплоть до создания независимого государства».
В сентябре 1997 года в качестве независимого наблюдателя на президентских выборах посетил самопровозглашённую Нагорно-Карабахскую Республику.
Позиция Ступишина по вопросам армяно-азербайджанских отношений вызывает неоднозначную реакцию. Так, бывший сопредседатель Минской группы ОБСЕ от России Владимир Казимиров считает, что «чёрно-белый подход Ступишина к этой проблематике известен радикализмом и полной односторонностью, которые даже не каждому армянину, патриоту и почитателю Армении по плечу». Российский историк Виктор Шнирельман отмечает, что Ступишин «в духе дореволюционной русской имперской традиции называл азербайджанцев „азерийскими турками“ или даже „татарами“ и пугал Россию „пантюркизмом“». По словам бывшего посла России в Азербайджане Вальтера Шонии, заявления Ступишина были настолько пропитаны жгучей ненавистью к Азербайджану и азербайджанцам, что Шония даже был вынужден пожаловаться на него в коллегию МИД России, однако никакой реакции не последовало, так как, по его мнению, «МИД эта ситуация устраивала».

## Награды и звания
- Медаль «Признательность» (Нагорный Карабах)— «за оказанные НКР ценные услуги, за научное обоснование права народа Карабаха на самоопределение и за большой вклад в дело освещения и защиты прав армян Арцаха».
- «Серебряный крест» Союза армян России — за активную общественную деятельность по сплочению армян в регионах, сохранению национальной самобытности, защите прав и интересов, росту авторитета «Союза армян России» и поддержанию мира и согласия с различными этническими группами, населяющими Россию, а также активное участие в организации, развитии и укреплении связей между общественностью России и Армении, помощи населению Юга России, пострадавшего от небывалого стихийного бедствия — наводнения[8].

## Дипломатический ранг
- Чрезвычайный и полномочный посол (18 марта 1992)[9]

## Семья
Был женат. Двое детей.

## Книги
Член Союза писателей Москвы, автор большого количества научных и публицистических книг.